# Alois Jegg
Alois Jegg (* 19. Juni 1852 in Burglengenfeld; † 21. November 1935 in München) war ein deutscher Schreinermeister. Er war einer von sieben Mitverfassern der Satzungen des Nationalsozialistischen Deutschen Arbeitervereins (der vereinsrechtlichen Form der 1925 neugegründeten NSDAP) vom 21. August 1925.

## Leben und Tätigkeit
Nach dem Schulbesuch erlernte Jegg das Schreinerhandwerk. Er lebte lange Jahre als Schreinermeister in München. Er war verheiratet mit Antonie geb Bednár (1853–1929). Aus der Ehe ging mindestens eine Tochter, Franziska (1888–1929) hervor. Im Münchener Adressbüchern von 1904 und 1905 ist er als Parkettschreiner mit Wohnsitz in der Balanstraße 17/2 bzw. der Buttermelcherstraße 7/4 und im Adressbuch von 1908 als Schreiner mit Wohnsitz in der Preysingstraße 10/4 nachweisbar.
Um 1920 lernte Jegg Adolf Hitler kennen und begann sich ehrenamtlich in der NSDAP zu engagieren, in dem er als „ältester Parteigenosse“ eine volkstümliche Figur wurde. In der ersten Parteigeschäftsstelle übernahm Jegg es als Schreiner die „alten Kredenzen in schreibtischähnliche Erscheinungen“ umzubauen und auch sonst für den dauernden „inneren Ausbau“ der Dienststelle zu sorgen. Hitler sprach ihn vertraulicher als „Vater Jegg“ an.
Am 8./9. November 1923 nahm Jegg am Hitler-Putsch teil. Als die NSDAP neu gegründet wurde, trat Jegg dieser zum 26. Mai 1925 erneut bei (Mitgliedsnummer 5.124). Im Sommer 1925 gehörte er zusammen mit Adolf Hitler, Ulrich Graf, Karl Ostberg, Johann Singer, Franz Xaver Schwarz und Hermann Schneider zu einer siebenköpfigen Gruppe von Männern, die die am 21. August 1925 abgeschlossenen Satzungen des Nationalsozialistischen Deutschen Arbeitervereins e.V. verfassten und unterschrieben. Diese Satzungen wurden dann durch die auf den 22. Mai 1926 datierte endgültige Satzung des Vereins ersetzt und von Hitler, Schwarz und Schneider abgezeichnet.
Nach 1933 bekam Jegg das Goldene Parteiabzeichen und den Blutorden verliehen.
1938 wurde die Untere Grasstraße in München nach ihm in Alois-Jegg-Straße umbenannt. Diese führte den Namen bis zum 1. Mai 1945, als sie wieder ihren alten Namen erhielt, den sie seit 1856 geführt hatte.